# 阮氏玉珍
富霑公主阮氏玉珍（越南语：／；1790年—1819年），阮朝嘉隆帝第四女，生母是昭容黃氏職。
景興五十一年（1790年），阮氏玉珍出生。嘉隆十七年（1818年），公主29歲，下嫁少保都統制阮德盛之子阮德隆。次年（1819年），公主去世，享年三十歲，諡靜質。後追贈封號為富霑公主。
富霑公主未育有子女。